# Gerd Alberti
Gerd Alberti (* 12. Januar 1943 in Wiener Neustadt; † 9. November 2016) war ein deutscher Zoologe. Er war von 1995 bis 2008 Professor für Allgemeine und Angewandte Zoologie sowie von 1997 bis 2007 auch Institutsdirektor an der Universität Greifswald, und widmete sich insbesondere Ultrastrukturuntersuchungen an Spinnentieren sowie der Bodenökologie.

## Leben
Gerd Alberti wurde 1943 in Wiener Neustadt geboren und studierte ab 1964 Biologie an der Christian-Albrechts-Universität zu Kiel, an der er 1972 auch die Promotion erlangte und 1980 habilitiert wurde. Im gleichen Jahr erhielt er eine Stelle als Akademischer Rat an der Ruprecht-Karls-Universität Heidelberg.
Nachdem er 1987 in Heidelberg zum außerplanmäßigen Professor ernannt worden war, wechselte er 1995 an die Ernst-Moritz-Arndt-Universität Greifswald. Dort hatte er bis zu seiner Emeritierung im Jahr 2008 eine Professur für Allgemeine und Angewandte Zoologie inne. Von 1997 bis 2007 fungierte er zudem als Direktor des Zoologischen Instituts und Museums.
Gerd Alberti war verheiratet und Vater von drei Kindern. Er starb 2016.

## Wissenschaftliches Wirken
Schwerpunkte der Forschung von Gerd Alberti, der mehr als 200 wissenschaftliche Publikationen sowie 17 Monografien und Buchbeiträge veröffentlicht hat, waren vergleichende morphologische Untersuchungen zur Ultrastruktur insbesondere von Spinnentieren sowie die Bodenökologie.
Er erhielt 2002 von der Foundation for Polish Science ein sechsmonatiges Alexander von Humboldt Polish Honorary Research Fellowship, das in Polen als Äquivalent zum deutschen Humboldt-Forschungspreis gilt. Die Adam-Mickiewicz-Universität Posen verlieh ihm im Mai 2009 in Anerkennung seiner wissenschaftlichen Leistungen und seines Einsatzes für die deutsch-polnische Zusammenarbeit die Ehrendoktorwürde. Von der International Society of Arachnology wurde er im Juli 2010 zum Ehrenmitglied ernannt.
Nach Gerd Alberti benannt wurden die Milbenart Halolaelaps albertii und die Bärtierchenart Pseudechiniscus alberti benannt.

## Werke (Auswahl)
- Porose Integumental Organs of Oribatid Mites (Acari, Oribatida). Reihe: Zoologica. Band 146. Stuttgart 1997 (als Mitherausgeber)
- Acari - Ticks. Reihe: Microscopic Anatomy of Invertebrates. Band 8b. New York 1999 (als Mitautor)
- Acari - Mites. Reihe: Microscopic Anatomy of Invertebrates. Band 8c. New York 1999 (als Mitautor)
- Onychophora. In: Progress in Male Gamete Ultrastructure and Phylogeny. Reihe: Reproductive Biology of the Invertebrates. Band 9b. New Delhi 2000, S. 293–310 (als Mitautor)
- Chelicerata. In: Progress in Male Gamete Ultrastructure and Phylogeny. Reihe: Reproductive Biology of the Invertebrates. Band 9b. New Delhi 2000, S. 311–388
- Chelicerata. In: Spezielle Zoologie. Teil 1: Einzeller und Wirbellose Tiere. Zweite Auflage. Heidelberg 2006, S. 479–532 (als Mitautor)